# 본리중학교
본리중학교(本里中學校)는 대구광역시 달서구 본리동에 있었던 공립 중학교이다.

## 학교 연혁
- 1991-03-11 본리중학교 설립인가(36학급, 달서구 본리동 333-1)
- 1992-03-01 초대 남대강 교장 취임
- 1992-03-05 제1회 입학식(12학급 667명)
- 1992-04-28 제1회 개교기념식 거행
- 1992-06-11 교가 제정 승인(작사:남대강, 작곡:석진환)
- 1993-08-03 전교실 CCTV 설치 완료
- 1994-09-01 제2대 이천우 교장 취임
- 1995-01-13 학급 감축(34학급)
- 1995-02-11 제1회 졸업식(666명)
- 1996-09-01 제3대 노병천 교장 취임
- 1999-03-01 제4대 정동길 교장 취임
- 1999-03-29 건물학교명 문자(본리중) 부착
- 1999-07-20 컴퓨터 실습실 M2004(41대) 설치
- 2000-01-08 환경개선사업(현수막 설치, 신발장 도색)
- 2000-02-11 제6회 졸업식(졸업생 333명, 누계 3,234명)
- 2000-03-03 제9회 입학식(7학급 267명)
- 2000-07-11 체육관 증축(14.5평) 4,000*12,000cm
- 2000-09-01 정동길 초빙 교장 취임
- 2000-10-22 환경 개선 사업(온풍기 설치, 화장실 보수, 배수로 등)
- 2001-02-13 제7회 졸업식(7학급 289명, 누계 3,523명)
- 2001-03-02 제10회 입학식(8학급 284명)
- 2001-09-01 제5대 김우홍 교장 취임
- 2002-02-08 제8회 졸업식(졸업생 7학급 280명, 누계 3,803명)
- 2002-03-04 제11회 입학식(8학급 296명)
- 2002-04-16 멀티미디어 어학실 설치
- 2002-12-22 학교급식소 준공
- 2003-02-12 제9회 졸업식(7학급 275명, 누계 4,078명)
- 2003-03-03 제12회 입학식(남여공학 8학급 265명)
- 2004-02-12 제10회 졸업식
- 2004-03-03 제13회 입학식(남여공학 9학급 304명)
- 2004-09-16 교실 9실 증축
- 2005-02-16 제11회 졸업식(8학급 307명, 누계 4,691명)
- 2005-03-01 제6대 류단하 교장 취임
- 2005-03-03 제14회 입학식(남여공학 7학급 260명)
- 2006-02-15 제12회 졸업식(9학급 307명, 누계 4,958명)
- 2006-03-02 제15회 입학식(남여공학 6학급 201명)
- 2006-09-22 도서실 현대화 사업
- 2007-02-14 제13회 졸업식(9학급 311명, 누계 5269명)
- 2007-03-02 제16회 입학식(남여공학 5학급 180명)
- 2008-02-14 제14회 졸업식(졸업생 259명, 누계 5,528명)
- 2008-03-01 제7대 남채원 교장 취임
- 2008-03-03 제17회 입학식(175명)
- 2009-02-11 제15회 졸업식(졸업생 210명, 누계 5,738명)
- 2009-03-01 제18회 입학식(5학급 163명)
- 2010-02-10 제16회 졸업식(졸업생 178명, 누계 5,916명)
- 2010-03-01 제8대 김우수 교장 취임
- 2010-08-25 음악실 방음시설 정비
- 2010-08-25 과학실험실 현대화사업
- 2010-08-25 중등영어전용교실 구축
- 2011-02-09 제17회 졸업식(졸업생 189명, 누계 6,105명)
- 2011-02-25 태권도 합숙소 환경개선
- 2011-03-02 제20회 입학식(신입생 155명, 남학생 105명, 여학생 50명)
- 2011-06-23 운동장 자전거 보관소 설치(50대분)
- 2011-07-29 급식소 노후 급식기구 교체
- 2011-07-30 운동장 스프링클러 추가 설치
- 2011-08-19 계단 난간대 교체
- 2011-08-20 시스템에어컨 추가 설치
- 2012-02-09 제18회 졸업식(졸업생 169명, 누계 6,274명)
- 2012-03-02 제21회 입학식(신입생 160명, 남학생 104명, 여학생 56명)
- 2012-03-12 중국 자매학교(하얼빈 용적신세기학교) 협약
- 2012-03-21 노인복지회관 자매결연 협약
- 2012-07-21 중국자매학교 방문
- 2012-09-01 제9대 서한교 교장 취임
- 2013-02-07 제19회 졸업식(졸업생 208명, 누계 6,482명)
- 2013-03-04 제22회 입학식(신입생 137명, 남학생 77명, 여학생 60명)
- 2014-02-06 제20회 졸업식(졸업생 157명, 누계 6,639명)
- 2014-03-03 제23회 입학식(신입생 100명, 남학생 52명, 여학생 48명)
- 2015-02-05 제21회 졸업식(졸업생 157명, 누계 6,796명)
- 2015-03-02 제24회 입학식(신입생 70명, 남학생 28명, 여학생 42명)
- 2016-02-29 폐교 및 동본리중학교와 새본리중학교로 통합, 24년만에 폐업

## 폐교 이후
폐교 이후, 본리중학교 부지에는 대구예담학교가 2017년에 이전하였다.

## 참고 자료
- 본리중학교 - 한국교육학술정보원 학교알리미